# Maserati Sebring
De Maserati Sebring (tot 1964 verkocht als Maserati 3500 GTI S) is een GT van het Italiaanse automerk Maserati. De wagen is een 2+2 coupé, geproduceerd tussen 1962 en 1969. De naam is een eerbetoon aan de zege die Maserati in 1963 behaalde op de 12 uren van Sebring.

## Eerste reeks (1962-1964)
De Maserati 3500 GTI S, zoals de Sebring oorspronkelijk heette, werd voor het eerst getoond op het Autosalon van Genève in 1962. De "S" stond voor Sebring. De wagen was gebaseerd op het kort chassis van de 3500 GT Spyder, met een koetswerk ontworpen door Giovanni Michelotti van Carrozzeria Vignale. De wagen had een 3,5L zescilinder-lijnmotor met een vermogen van 235 pk, goed voor een topsnelheid van 235 km/u. Op enkele exemplaren na waren alle motoren voorzien van brandstofinjectie. In de optielijst waren onder andere een automatische versnellingsbak en airconditioning terug te vinden.

## Tweede reeks (1965-1969)

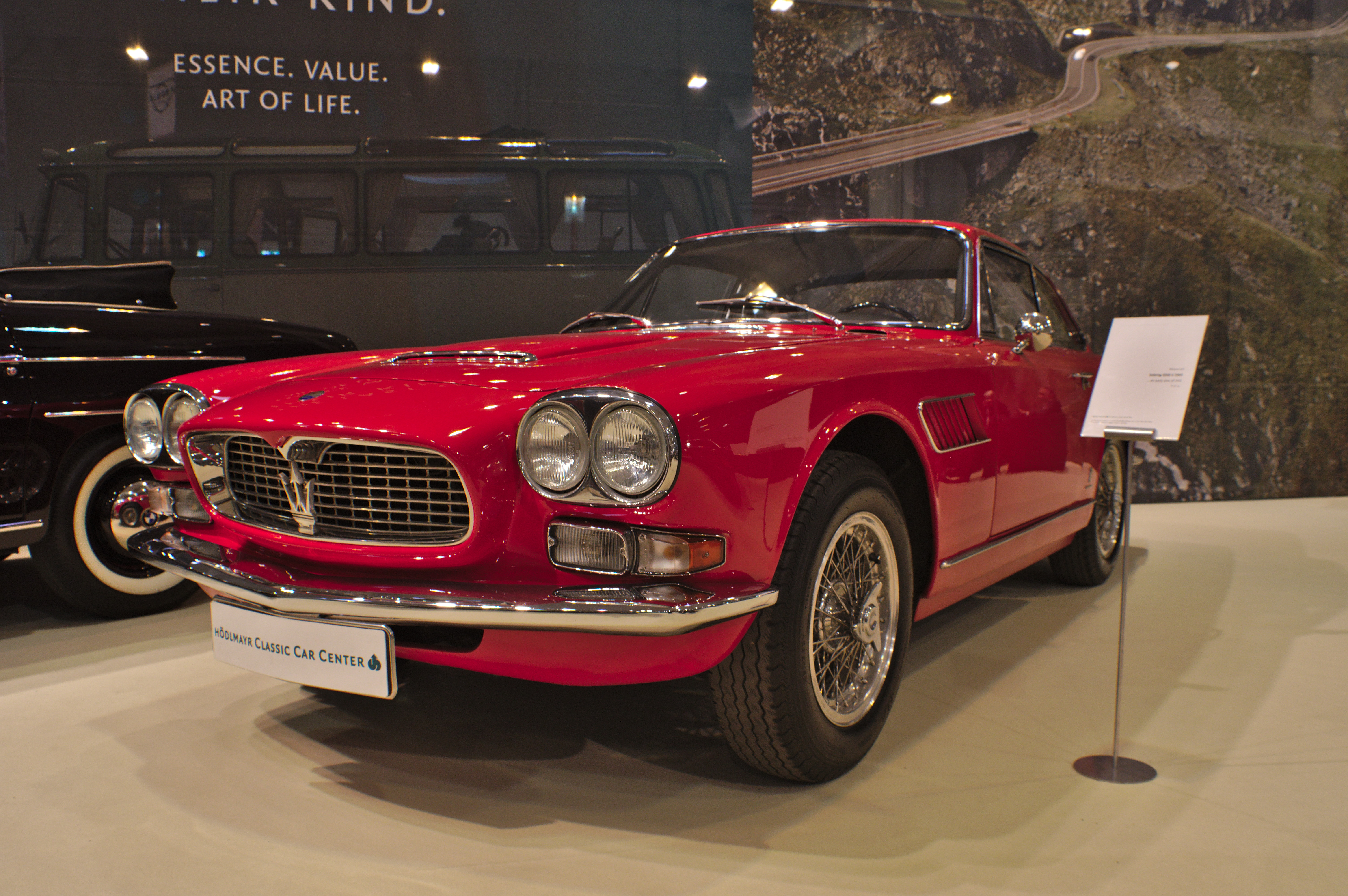
Maserati Sebring (tweede reeks)

De tweede reeks, die gewoon Maserati Sebring heette, kreeg een nieuwe neus met hertekende lichtblokken en gewijzigde ventilatieopeningen op de voorvleugels. Door nieuwe achterlichten leek de achterkant van de Sebring sterk op die van de toenmalige Maserati Quattroporte. De Sebring was voortaan ook leverbaar met de grotere 3,7L of 4,0L motoren uit de Maserati Mistral.

## Motoren
| Type        | Motor     | Motor     | Motor         | Topsnelheid | Jaartal   |
| Type        | Inhoud    | Cilinders | Vermogen      | Topsnelheid | Jaartal   |
| ----------- | --------- | --------- | ------------- | ----------- | --------- |
| 3500 GTI S  | 3.485 cm³ | L6        | 173 kW/235 pk | 235 km/u    | 1962-1964 |
| Sebring 3.5 | 3.485 cm³ | L6        | 173 kW/235 pk | 235 km/u    | 1965-1967 |
| Sebring 3.7 | 3.692 cm³ | L6        | 180 kW/245 pk | 240 km/u    | 1965-1969 |
| Sebring 4.0 | 4.014 cm³ | L6        | 195 kW/265 pk | 250 km/u    | 1966-1969 |